# Lázár L. Pál
Lázár L. Pál, teljes nevén Lázár Lipót Pál (Nagybajom, 1856. szeptember 12. – Budapest, 1917. február 21.) gépészmérnök, műegyetemi rendes tanár, technikai szakíró, országgyűlési képviselő.

## Életútja
Lázár Jakab 1848/1849-es honvédtiszt (meghalt 1898 áprilisában Szatmárt) és Schlesinger Terézia fia. Tanulmányait Budapesten végezte. 1880-ban nyerte el a gépészmérnöki oklevelet. 1880-tól 1882-ig Vidats István gazdasági gépgyárában szerkesztő és gyárvezető mérnök volt. 1883-ban a földművelésügyi minisztérium a mezőgazdasági gépipar, úgyszintén a gépkísérleti állomások berendezésének és munkakörének tanulmányozására három évre külföldre küldte. Ezen időt Ausztria, Németország, Svájc, Franciaország és Anglia legelőkelőbb gazdasági gyáraiban töltötte és hallei tartózkodása alatt egyúttal az ottani gépkísérleti állomáson Albert Wüst egyetemi tanárral együtt különböző gépekkel kísérleteket végzett. 1886–1887-ben a mezőgazdasági üzem gyakorlati megismerésére az állami ménesuradalmakban tett tanulmányokat. 
1888-ban újból Németországban járt az ottani gazdasági szeszgyárak és az ezek berendezését készítő gépgyárak tanulmányozása céljából. 1886-tól az országos gazdasági egyesülethez kipróbálás végett beküldött gépek és eszközök megbírálásával, ezen egyesület által rendezett gépversenyeken pedig a versenyeljárások megállapításával, a versenyek műszaki vezetésével és az eredmények referálásával volt megbízva. Az 1885-86. iskolai évben a locomobil és cséplő gépkezelők tanfolyamán mint tanár működött. 1886–1887-ben a műegyetemen a műszaki mechanika és elméleti géptan tanársegédje volt; 1886 januárjában lett a műegyetemen a mezőgazdasági géptan magántanára; 1889-ben neveztetett ki rendkívüli és 1890-ben rendes tanárrá. Megalapította az első magyar varrógépgyárat és ez által egészen új iparágat honosított meg hazánkban.
1905 és 1910 között országgyűlési képviselő volt függetlenségi programmal.
Cikkei a Magyar Mérnök- és Építészegylet Közlönyében (1886. Visszapillantás a nemzetközi találmányok londoni kiállítására, Visszapillantás az antwerpeni nemzetközi kiállításra, A gőzkazánok az antwerpeni világkiállításon, 4 szövegtáblával és 12 ábr., Gazdasági gépkísérletek, 1887. stb.); számos cikke van a Gazdasági Lapokban, a Mezőgazdasági Szemlében, a Szesztermelők Lapjában, a Köztelekben stb. A Pallas nagy lexikonában a gazdasági gépészet és kémia (szesz, cukor, sör, ecet, liszt, stb. gyártása) körébe eső cikkeket írta.

## Családja
Házastársa Kyllmann Irma (1873–1957) volt, August Hergenhahn liberális politikus unokája.
Gyermekei
- Lázár Margit Lujza Anna (1892–1957). Férje Conlegner József (1881–1956) ügyész volt.[8]
- Lázár Erzsébet (1894–?). Férje Zipernovsky Ferenc (1883–1957) gépészmérnök, feltaláló volt.[9]

## Munkái
- Geräthe und Maschinen für Boden- und Pflanzenkultur. Leipzig, 1885, rajzlappal
- Talajmívelés gőzgépekkel. A különféle rendszerek általános ismertetése, a gőztalajmívelés költségei és gazdasági értéke. Budapest, 1885, rajzlappal
- Talaj- és növényművelő gépek és eszközök elmélete, szerkesztése és kezelésének tárgyalása. Budapest, 1886, 18 rajzlappal
- A locomobilok kezelése. A locomobil- és cséplőgépkezelők tanfolyamán tartott előadásai nyomán. Budapest, 1887, számos a szövegbe nyomott ábrával (Az országos gazdasági egyesület könyvkiadó-vállalata. Németül: Berlin, 1888)
- A fogatos ekék bírálati szervezete. Budapest, 1887
- A mezei vasút az ipar-, mező- és erdőgazdaság szolgálatában. Magyar-Óvár, 1888 (különnyomat a Mezőgazdasági Szemléből)
- A gazdasági szeszgyártás kézikönyve. Budapest, 1892 (Kosutány Tamással együtt)
- Az aratógépek 1885., 1890. és 1892
- Az aratás, betakarítás segédeszközei. Budapest, 1894. S, számos szövegábrával
- Néhány szó a leggazdaságosabb motorokról